# Петровский Завод (Брянская область)
Петровский Завод — упразднённый в 1969 году посёлок в Дятьковском районе Брянской области России. Входил в состав Бытошского поссовета. Вошёл в черту посёлка Бытошь. Топоним сохранился в годониме Петровская улица, некронима Петровское кладбище посёлка Бытошь.

## География
Располагался к югу от у Бытошского Горного Завода (будущего посёлка Бытошь), при впадении в реку Ветьма её притока р.Бытошка.

## История
Во времена Петра I в посёлке Петровский был построен небольшой чугунолитейный завод, сырьём для которого была болотная руда. На этом заводе изготавливались подковы, уздечки, гвозди.
В 1745 году А. А. Гончаровым к югу от деревни Бытошь был основан новый Петровский чугунолитейный завод. В 1750 году был основан второй чугунолитейный завод (Мосоловых).
В 1827 году Бытошевский чугуноплавильный и Петровский железоделательный заводы были проданы Мельниковым. В 1839 году на Бытошевском чугуноплавильном заводе произошли волнения рабочих.
Затем Петровский железоделательный завод сгорел, а Бытошевский чугуноплавильный завод в 1913 году вошёл в состав Акционерного общества Мальцевских заводов.